# 미란다 아커 발터
미란다 아커 발터(ミランダ・アーカー・ヴァルター)는 《파이팅! 대운동회》의 등장인물이다.

## 성우
오카무라 아케미 / 김순영 / 이계윤(OVA)

## 프로필
4980년 2월 10일에 태어남. 처음 등장했을 때 자신의 훈련을 방해한다는 이유로 안나를 폭행하고 입학식 때 코스모뷰티가 되겠다고 선언한 칸자키 아카리를 무시한다. 그 뒤로도 번번히 아카리 팀의 연습을 방해하고 오직 승부와 라리만을 집착한다. 4화에서 라리와의 포인트 점수 차를 위해 어쩔 수 없이 칠석제에 참여해 첫번째 시합에서 15대0의 압도적인 파워로 경기장의 모두를 겁먹게 한다. 결승전에 나가기 위해 아카리와의 대결에서 역시 비겁한 방법을 사용하지만 패배. 마지막에도 포기하지 않고 라리에게 집착하지만 정작 자신을 봐주지 않는 정신적 충격을 받아 아카리, 크리스를 공격해 그 모습을 교장에게 발각되어 퇴학처분 당한다.